# شن‌های قرمز
«شن‌های قرمز» (انگلیسی: Red Sands) فیلمی در ژانر ترسناک است که در سال ۲۰۰۹ منتشر شد. از بازیگران آن می‌توان به شین وست، لئونارد رابرتس، تئو روسی، کلوم بلو، مرسدس میسون و جی کی سیمونس اشاره کرد.